# Der Leuchtthurm
Die Zeitschrift Der Leuchtthurm war zuerst eine „Monatsschrift zur Unterhaltung und Belehrung für das deutsche Volk“ später eine „Wochenschrift für Politik, Literatur und gesellschaftliches Leben“, zuerst erschienen in Zeitz und später in Leipzig. Das Wochenblatt war ein eigenständiges Blatt von 1846 bis 1850. Die Zeitung bestand aus einem Redakteur und zusätzlichen freien Mitarbeitern.

## Geschichte
Bereits im Vormärz existierte in Konstanz eine Zeitschrift Der Leuchtthurm, welche 1839 in Deutsche Volkshalle umbenannt wurde.
Am 3. August 1845 gründete Ernst Keil ein eigenes buchhändlerisches Geschäft in Leipzig. Zunächst gab er 1846 das Monatsblatt „Der Leuchtthurm“ heraus, das er selbst redigierte. Im Vormärz wurde die Zeitschrift durch ihre kritischen Artikel zu einem der führenden Blätter der liberalen Opposition. Da in Sachsen hierfür keine Konzession zu erlangen war, wählte Keil zunächst Zeitz als Erscheinungsort. Dieses Blatt enthielt schon stahlgestochene Illustrationen; oft brachte es satirische Porträts bekannter Politiker, die Texte ließen an der liberalen und revolutionären Haltung der Herausgeber keinen Zweifel. Zu seinen Mitarbeitern gehörten angesehene Vertreter der liberalen Bewegung unter anderen Robert Blum, Johann Jacoby, Gustav Adolf Wislicenus, Ernst Dronke, Otto Ruppius und Leberecht Uhlich und andere mehr. Bis zum März 1848 musste Keil aus politischen Gründen 6-mal den Verlagsort wechseln (zuletzt Braunschweig).
Als sich nach den Ereignissen von 1848 die Zensur lockerte, konnten Verlag und Redaktion nach Leipzig zurückkehren. Das Journal wurde in eine Wochenschrift verwandelt und stellte sich entschieden auf die Seite der Revolution. Nach dem Ausbruch der Revolution 1848 vertritt Keil den Standpunkt der demokratisch-republikanischen Volksbewegung. Mit Erstarken der Reaktion 1850 in Sachsen war Keil schweren Verfolgungen ausgesetzt. 1851 verfügte die Zensur die Einstellung des Journals; besonders wegen der scharfzüngigen Beilage, die zuerst „Laterne“ hieß und dann, um dem Griff der Zensur zu entgehen, ständig den Namen wechselte: „Deutsche Reichs-Bremse“, „Spitzkugeln“, „Wespen“ oder „Schildwacht“.
Ernst Keil wurden wegen seines politischen Engagements die Bürgerlichen Ehrenrechte aberkannt, er wurde 1852 als „Staatsverbrecher“ zu 9 Monaten Haft verurteilt, die er in Hubertusburg verbüßte.

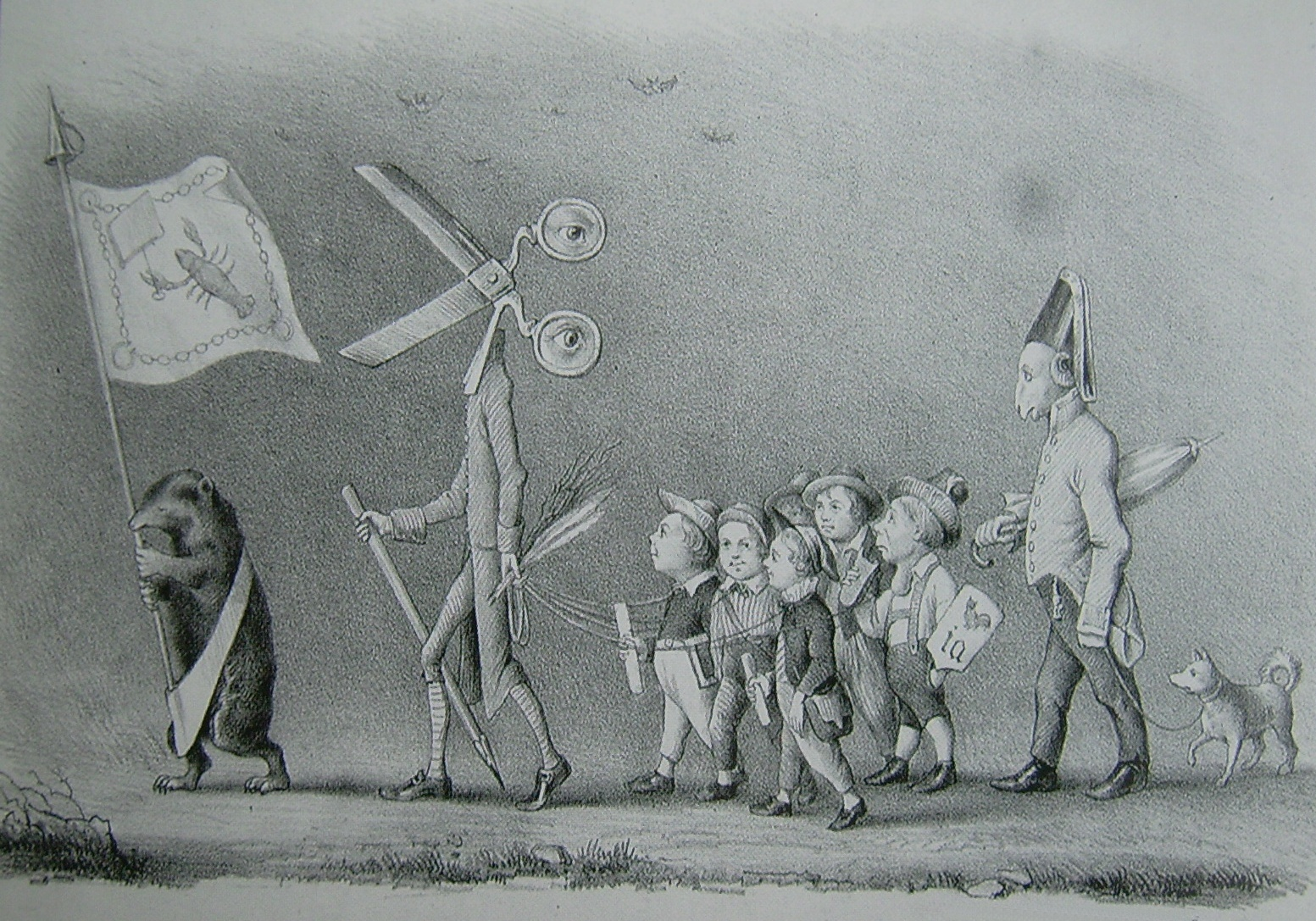
Karikatur anonym erschienen: Die „gute“ Presse.

Die Karikatur Die ‚gute‘ Presse erschien 1847 in der Zeitschrift „Der Leuchtturm“. Man sieht einen Zug von braven Kindern am Gängelband hinter einem Maulwurf, der bekanntlich blind ist. Er trägt eine Fahne mit einem Krebs – der Krebs als Sinnbild des Rückschritts. Ihm folgt der Zensor, der eine Schere statt eines Kopfes hat, der Stift für Zensur, die Rute für Drangsal, die Augen für Überwachung. Der Mann, der den Zug beschließt, ist durch einen Schafskopf charakterisiert für die Dummheit der Staatsmacht und führt einen Spitz an der Leine – Sinnbild für einen Spitzel. Darunter standen die folgenden Verse:
Süsse heilige Censur,

Lass uns gehn auf deiner Spur;

Leite uns an deiner Hand

Kindern gleich, am Gängelband!